# Метростанция „Витоша“
Метростанция „Витоша“ е южната крайна станция от линия М2 на Софийското метро. Въведена е в експлоатация на 20 юли 2016 г.

## Местоположение
Метростанция „Витоша“ е подземна и с дължина 171 метра. Тя обхваща 2 възлови кръстовища на столицата – бул. „Черни връх“ с бул. „Сребърна“ и бул. „Черни връх“ с бул. „Тодор Каблешков“ и бул. „Филип Кутев“. Метростанцията е със странични перони, дълги 105 метра и широки 4,8 метра. Има и два вестибюла – северен и южен. Има 7 вход/изхода, 6 ескалатора и 7 асансьора. Метростанция „Витоша“ е първата метростанция в София, на която е въведена номерация на изходите.
| № | Име на вход/изход    | Достъпност          |
| - | -------------------- | ------------------- |
| 1 | бул. Черни връх      | асансьор            |
| 2 | бул. Сребърна        |                     |
| 3 | кв. Хладилника       | ескалатор, асансьор |
| 4 | ул. Хенрик Ибсен     | асансьор            |
| 5 | бул. Филип Кутев     | асансьор            |
| 6 | бул. Тодор Каблешков | ескалатор           |
| 7 | Търговски център     | топла връзка        |

## Архитектурно оформление
Интересът на планинарите към станцията обуславя и дизайнът ѝ, който е изцяло вдъхновен от планината и създава усещането за тържество на природата. Пътниците на перона попадат за минути сред хълмовете на планината чрез триизмерния ефект, постигнат със съчетаването на естествен камък в топъл сив цвят и на гранитни плочи в два нюанса на зелено – по-смело и ярко за близките планове и по-тъмно и приглушено за далечните. С базалтова цветна мозайка са оформени пъстри полянки в настилката.
Материалите на станцията са съчетание на естествен и изкуствен камък. Подовете на двата вестибюла и перона са изградени от цветен гранит и гранитогрес. Стените са съчетание от гранит, гранитогрес и минерална мазилка. Таванът е изграден от композитния материал „еталбонд“ и цветна минерална мазилка. Стълбищата са изцяло от гранитни стъпала, а парапетите от инокси стъкло. Впечатляващи осветителни тела красят перона.
Архитект на станцията е Ирена Делрипанска.

## Връзки с градския транспорт

### Автобусни линии
Метростанция „Витоша“ се обслужва от 9 автобусни линии от дневния градски транспорт и 1 излетна линия към Природен парк „Витоша“ и 1 допълнителна автобусна линия:
- Автобусни линии от дневния транспорт: Х9, 64, 68, 73, 83, 88, 98, 120, 288
- Излетни автобусни линии: 66
- Допълнителна линия: 805 (МС Витоша – Студентски град)

### Трамвайни линии
Метростанция „Витоша“ е крайна спирка на 2 трамвайни линии:
- Трамвайни линии: 10, 15